# Quando meno te l'aspetti (singolo)
Quando meno te l'aspetti è un singolo del gruppo rap italiano Otierre, il primo estratto dall'album Quel sapore particolare e pubblicato nel 1994.

## Il brano
La canzone, rappata interamente da Esa, racconta di una storia d'amore tra i banchi di scuola in maniera ironica e divertente. Con questo brano gli Otierre riscossero un discreto successo (grazie soprattutto alla heavy rotation del brano su One Two One Two, programma di Radio Deejay), tanto da essere invitati a partecipare alla manifestazione Un disco per l'estate 1994.

## Video musicale
Il video mostra Esa e altri componenti del gruppo eseguire la loro performance in varie ambientazioni disegnate sullo sfondo.

## Tracce
CD (CVX 660168/2)
1. Quando meno te l'aspetti (versione estesa) – 4:46
2. Quando meno te l'aspetti (versione radio) – 3:58
3. La  nuova realtà (versione album) – 4:19
4. La nuova realtà (strumentale) – 4:17
5. Quando meno te l'aspetti (strumentale) – 4:47

12", 12" promo (CVX 011)
- lato A

1. Quando meno te l'aspetti (versione estesa) – 4:46
2. Quando meno te l'aspetti (versione radio) – 3:58

- lato B

1. La  nuova realtà (versione album) – 4:19
2. La nuova realtà (strumentale) – 4:17
3. Quando meno te l'aspetti (strumentale) – 4:47

## Copertina
La grafica della copertina del singolo venne realizzata da Nicola Peressoni, meglio conosciuto come Speaker Dee Mo', e riprende i temi e i colori già presenti sulla copertina dell'album. 
Sulla parte destra della copertina, sono presenti quattro immagini in fila che richiamano alcune parti del testo: la prima immagine rappresenta una campanella, la seconda raffigura un bicchiere che si sta riempiendo da una macchina da caffè, la terza rappresenta una serie di righelli e gomme, mentre l'ultima raffigura un preservativo.